# Berrie
 Berrie  es una población y comuna francesa, situada en la región de Poitou-Charentes, departamento de Vienne, en el distrito de Châtellerault y cantón de Les Trois-Moutiers.

## Demografía
| 377 | 362 | 304 | 285 | 264 | 266 |
| Para los censos de 1962 a 1999 la población legal corresponde a la población sin duplicidades (Fuente: INSEE [Consultar]) |     |     |     |     |     |